# 濤洋荘
濤洋荘（とうようそう）は、かつて香川県小豆郡土庄町の双子浦に存在したホテル。

## 概要
資料が残されていないため建設された時期は不明であるが、1955年（昭和30年）にはすでに存在していたことが確認されている。
現在は廃業し建物も廃墟となっている。現在残っているのは鉄筋コンクリート造6階建ての客室棟のみで、かつては客室棟の横に本館らしきものが建っていたようである。内部は経年劣化による損傷が激しく危険であるため立入禁止となっている。
かつて、政治家の三木武吉が住んでいたことで知られている。三木武吉は、昭和21年5月24日にGHQによる公職追放の憂き目にあい、高松に戻るが、市内の邸宅は戦災で焼失していたため、前年11月に先行して濤洋荘に移っていた家族に合流し、荘を買い取った。追放中の5年間をここで過ごした。さらに昭和23年に六畳二室の離れを建て増しした。昭和26年に三木が追放解除になったとき、買い戻され、また地元の有志の出資等で改築した。

### 補足
現在は心霊スポットとして知られている。断熱材としてアスベストが使用されていたが、粉じんの発生を防止するため2009年（平成21年）5月11日から6月6日にかけてすべて除去された。そのため天井や床材、壁紙はほとんど剥がされ、コンクリートがむき出しになっている箇所が多く存在する。
看板には濤洋荘と表記されている（現在は撤去済み）が、パンフレットには涛洋荘と表記されており、表記揺れが見受けられる。
各階の個室の1室に、使われなくなったテレビや冷蔵庫などの電化製品がまとめて放置されているほか、1階には大量の畳や布団、座布団がまとめて放置されている。また、2階の個室に案内プレートが落ちており、売店・ラウンジコーナー・娯楽場・大浴場は1階にあったことが確認できる。
2016年（平成28年）、建物の前を通る国道436号線の歩道拡張工事に伴い解体されるのではないかと噂されていたが、敷地の買収は行われておらず、歩道の拡張工事は国道を挟んで建物の反対側のみにとどまる予定である。
同年1月14日、富丘コンクリート株式会社によって目隠し用のネットが敷地入口に設置された。その後、同年11月にトミウン株式会社により前述の歩道拡張工事が開始され、2021年より解体工事が始まり、跡地は、2022年７月よりトミウンが経営するオートキャンプ場になった。

## 作品
- 『seaside hotel』（2013年） - 造形作家の持田敦子によって制作された造形作品[7]。